# In Wikströms atelier
In Wikströms atelier (Zweeds: I Wikströms atelje) is een schilderij van de Zweedse kunstschilder Anders Zorn, geschilderd in 1889, olieverf op doek, 208,3 x 153,7 centimeter. Het toont een model in het atelier van de Finse beeldhouwer Emil Wikström, op een onbewaakt ogenblik, met afzakkende jurk. Het werk bevindt zich thans in de collectie van het Zorn Museum in Mora.

## Context
De reislustige Zorn verbleef tussen 1888 en 1896 voornamelijk in Parijs, samen met zijn vrouw Emma met wie hij in 1885 in het huwelijk was getreden. Hij had een atelier in Montmartre en liet zich graag omringen door intellectuelen en kunstenaars. Veel contacten had hij ook binnen een kolonie van Scandinavische kunstenaars, die in deze periode woonden, werkten en studeerden in Parijs. Een van hen was de Finse beeldhouwer Emil Wikström, die later bekend zou worden door zijn herdenkingsbeelden van Elias Lönnrot en Johan Vilhelm Snellman. Zorn en Wickman werden snel goede vrienden en deelden een fascinatie voor de perfectie van het vrouwelijk lichaam. Regelmatig deelden ze modellen. Zo ook in In Wikströms atelier.

## Afbeelding
Zorn schilderde In Wikströms atelier in 1889 te Parijs, in het atelier van Wikström. Het jonge model staat naast een nog onvoltooid beeld en lijkt zich te ontkleden, waarschijnlijk om te poseren. Het lijkt alsof ze heimelijk bespiedt wordt, waarmee Zorn het schilderij een zekere intimiteit meegeeft. Het zachte licht in de studio, de afzakkende jurk en het in opbouw verkerende beeld beschrijven een haast magisch moment. Het lijkt bijna of we het meisje in haar stilte kunnen zien ademen. Ze lijkt in gedachten verzonken, niet bewust dat ze bekeken wordt. Er ademt een sfeer van melancholie, welke kenmerkend is voor het meeste werk van Zorn uit deze periode.   
In Wikströms atelier is geschilderd in de typisch impressionistische stijl waardoor Zorn in Parijs zo nadrukkelijk werd beïnvloed. Het werk roept onmiskenbaar herinneringen op aan portretten van Renoir en Degas uit die tijd. Met veel aandacht voor lichtwerking schildert hij zijn model met een weelderige rode haardos en een bijna gouden huidtint, welke binnen het sobere kleurenpalet bijna op lijken te lichten. Het meisje gaat bijna verborgen achter de in gelaagde aardtinten weergegeven voet van het beeldhouwwerk, waarmee tegelijk een bepaalde schuchterheid wordt geaccentueerd. Ook het paletgebruik is opvallend contrasterend, soms vanuit een brede, losse penseelvoering, maar in de portrettering van het jonge meisje bijna fotografisch nauwkeurig. Deze contrasten geven het werk een dynamische spanning, waarmee Zorn aan het schilderij, in combinatie met het sterke vrouwelijke aspect, een voelbaar erotische ondertoon meegeeft.